# Mamba Negra (Marvel Comics)
Mamba Negra é uma personagem fictícia, na grande maioria posta como supervilã no Universo Marvel, conhecida por ser integrante dos grupos Sociedade da Serpente e Bad Girls Ltda.

## Biografia
Tanya Sealy nasceu em Chicago. Antes de trabalhar com Roxxon, ela era uma dançarina. Ela foi escolhida em circunstâncias desconhecidas pela Corporação Roxxon para participar de um operação secreta para recuperar a mística Coroa da serpente. Os executivos da Roxxon implantaram um dispositivo cirurgicamente no cérebro de Tanya, que concedeu suas habilidades sobre-humanas. Trabalhando em conjunto com outros três vilões com nomes e uniformes temáticos de cobra, ela se tornou uma membro fundadora do Esquadrão Serpente . Durante sua primeira missão, Mamba Negra quase superou o Quarteto Fantástico, mas foi derrotado pelo Coisa. Ela também se encontrou com o Homem de Ferro enquanto procurava por uma arma poderosa conhecida como a MicroScanner. 
Mais tarde ela foi convidada a participar de uma organização criminosa, denominada Sociedade da Serpente, da qual aceitou o convite. Enquanto na sociedade da Serpente, Mamba Negra se tornou amiga de  Cascavel e Áspide, e se envolveu romanticamente com o líder do grupo. 
Quando Cascavel deixou o grupo ela se juntou a ela e a Áspide na formação Bad Girls Ltda. trabalhando como mercenária. Ela também foi uma das passageiras do navio de Superia, mas traiu o grupo para ajudar o Capitão América e Paladino  Independentemente disso, ela era uma vilã e não estava acima de cometer atos de maldade, como quando ela levou  drogado  Hércules para ser emboscado pelos Mestres do Terror
Por algum tempo, Mamba Negra serviu aos Mestres do Terror e na esperança de um grande lucro, lutou contra os Thunderbolts. Após isso ela finalmente voltou para a Sociedade da Serpente por um tempo muito curto,  e depois voltou as Bad Girls Ltda.
Durante a Guerra Civil, Mamba Negra aparece como um integrante do grupo do Capitão América. Ela tomou parte na batalha final da "guerra", mas não aceitou a oferta de anistia que veio com a rendição do Capitão América.
Mais tarde Mamba Negra e as outras Bad Girls foram capturados por pelos Mighty Avengers.  Ela escapou do cativeiro e foi vista mais tarde com vários outros vilões em "O Bar Sem Nome". 
Durante a Invasão Secreta, Mamba Negra voltou a Sociedade da Serpente e juntos realizou uma série de reféns civis alegando que ela e sua equipe estavam protegendo-se dos Skrull. No entanto, eles foram facilmente derrotados por Nova.
Mais tarde, os membros da Sociedade da Serpente, ilutaram com os membros dos Novos Vingadores em um local semi-tropical. Ela foi derrotada pelo Capitão América, o Buck. 
Durante a Iniciativa, Mamba Negra tem uma aparição como integrante da nova equipe da Iniciativa para o estado de Delaware, denominada as Guerreiras. Sendo essa equipe mais uma vez formada por suas amigas Áspide e Cascavel.
Mamba Negra é uma das assassinas encarregada pelo Sindicato dos Assassinos de recolher a recompensa pela cabeça de Dominó. Ela tenta usar seus poderes em Wolverine e é mais tarde esfaqueada no peito por X-23, mas finalmente curada por Elixir, embora para o desgosto de Wolverine

## Poderes e habilidades
Mamba Negra possui duas distintas habilidades sobre-humanas que ela usa na maioria das vezes em conjunto para um resultado único. Seus poderes são, presumivelmente,  o resultado de um implante craniano dado a ela pela Corporação Roxxon.
Mamba Negra tem poder telepático limitado  que lhe permitem verificar as mentes dos outros nas proximidades. A extensão de sua telepatia nã é revelada; não se sabe se ela possui outras habilidades possuídas pela maioria dos telepatas, como a comunicação mental, uma vez que ela só esse poder para extrair e projetar ilusões de entes queridos nas mentes de suas vítimas enquanto coloca seu alvo em um estado de transe sedado em que são fixados sobre a imagem mental que ela criou.
A segunda habilidade de Mamba permite que ela gerar uma nuvem tangível de energia que ela usa para seduzir sua vítima, comprimindo-os com força potencialmente fatal. A vítima, no entanto, não sabe disso, e vê a energia da Força Sombria como seus desejos sexuais ou a pessoa amada, que ela projeta em sua mente. Preso em transe extático a vítima se torna completamente inconsciente de estar sendo estrangulada e pode morrer em poucos minutos. Mamba pode gerar Força Sombria sem usar seu poder telepático em um adversário, mas com eficiência muito menor como o alvo está consciente e pode evitar a nuvem da Força Sombra. A extensão total desse poder ainda não foi revelado. Ela também pode usar esse poder para se camuflar e camuflar outros.
Seres com a força de vontade suficiente pode se libertar do aperto telepática de Mamba, e ataques físicos de força suficiente pode dissipar suas manifestações de Força Sombria. Devido a isso, Mamba Negra geralmente emprega seus poderes sobre aqueles que não têm conhecimento da sua presença.